# 二年律令
二年律令（にねんりつりょう）は、張家山漢簡中の文献の一つである。前漢で公布された律令の一つで、漢代の政治・法律制度を解明する上で重要な資料である。

## 成立年
表題「二年律令」の「二年」が指す年については、(1)呂后2年（紀元前186年）と(2)高祖2年（紀元前205年）という2つの説が唱えられている。
(1)呂后2年説
整理小組など、多くの研究者が支持する説。根拠は以下の通り。
- 同じ墓から出土した暦譜の紀年が漢の高祖5年（紀元前202年）から呂后2年（紀元前186年）までである[2]。
- 具律に「呂宣王」（呂后の父の諡号）とその親族を優遇する規程があり、この諡号が呂后元年（紀元前187年）に初めて用いられたものである[2]。

(2)高祖2年説
張建国のみが唱える説。「二年律令」を、蕭何が高祖2年（紀元前205年）に作った「法令約束」とみる。明らかにそれ以後に作られた条文に関しては、その後の改訂によるものとみなす。

## 史料的評価
漢の法ではあるが、漢の法は秦の法に改定を加えたものであり、しかも前漢の創設からわずか16年後のものであるので、多くは秦の法と同じと考えられる。『二年律令』の篇目の中に、『法経』と同じ、「賊律」「盗律」「具律」「捕律」、並びに蕭何が加えた3編のなかの「戸律」「興律」がみえることが注目される。蕭何がそれを集約して漢の法にまとめたという経緯が反映されていると考えられる。

## 内容
- 賊律
- 盗律
- 具律
- 告律
- 捕律
- 亡律
- 収律
- 襍律
- 銭律
- 置吏律
- 均輸律
- 傳食律
- 田律
- 関市律
- 行書律
- 復律
- 賜律
- 戸律
- 效律
- 傅律
- 置後律
- 爵律
- 興律
- 徭律
- 金布律
- 秩律
- 史律
- 津関令

### 釈読
- 張家山二四七號漢墓竹簡整理小組［編著］『張家山漢墓竹簡〔二四七號〕釋文修訂本』文物出版社、2006年。

1. 「三国時代出土文字資料の研究」班「江陵張家山漢墓出土「二年律令」譯注稿その(一)」『東方学報』第76号、2004年。
2. 「三国時代出土文字資料の研究」班「江陵張家山漢墓出土「二年律令」譯注稿その(ニ)」『東方学報』第77号、2005年。
3. 「三国時代出土文字資料の研究」班「江陵張家山漢墓出土「二年律令」譯注稿その(三)」『東方学報』第78号、2006年。

1. 専修大学『二年律令』研究会［訳］「張家山漢簡『二年律令』訳注（1） : 賊律」『専修史学』第35号、2003年。
2. 専修大学『二年律令』研究会［訳］「張家山漢簡『二年律令』訳注（2） : 盗律」『専修史学』第36号、2004年。
3. 専修大学『二年律令』研究会［訳］「張家山漢簡『二年律令』訳注（3） : 具律」『専修史学』第37号、2004年。
4. 専修大学『二年律令』研究会［訳］「張家山漢簡『二年律令』訳注（4） : 賊律」『専修史学』第38号、2005年。
5. 専修大学『二年律令』研究会［訳］「張家山漢簡『二年律令』訳注（5） : 収律・襍律・錢律・置吏律・均輸律・傳食律」『専修史学』第39号、2005年。
6. 専修大学『二年律令』研究会［訳］「張家山漢簡『二年律令』訳注（6） : 田律・口市律・行書律」『専修史学』第40号、2006年。
7. 専修大学『二年律令』研究会［訳］「張家山漢簡『二年律令』訳注（7） : 復律・賜律・戸律」『専修史学』第41号、2006年。
8. 専修大学『二年律令』研究会［訳］「張家山漢簡『二年律令』訳注（8） : 效律・傳律・置後律」『専修史学』第42号、2007年。
9. 専修大学『二年律令』研究会［訳］「張家山漢簡『二年律令』訳注（9） : 爵律・興律・徭律」『専修史学』第43号、2007年。
10. 専修大学『二年律令』研究会［訳］「張家山漢簡『二年律令』訳注（10） : 金布律」『専修史学』第44号、2008年。
11. 専修大学『二年律令』研究会［訳］「張家山漢簡『二年律令』訳注（11） : 秩律・史律」『専修史学』第45号、2008年。
12. 専修大学『二年律令』研究会［訳］「張家山漢簡『二年律令』訳注（12） : 津關令」『専修史学』第46号、2009年。
13. 専修大学『二年律令』研究会［訳］「張家山漢簡『二年律令』訳注（13） : 釈文校訂」『専修史学』第47号、2009年。
14. 専修大学『二年律令』研究会［訳］「張家山漢簡『二年律令』訳注（14） : 訳注補訂」『専修史学』第48号、2010年。

### 論考
- 宮宅潔「張家山漢簡≪二年律令≫解題」『東方學報』第76巻、京都大學人文科學研究所、2004年3月、209-220頁、CRID 1390009224842914304、doi:10.14989/66876、hdl:2433/66876、ISSN 0304-2448。
- 石岡浩, 川村康, 七野敏光, 中村正人「978-4-589-03442-7 石岡浩「第1講 律令法体系はどのように形成されてきたのか：隋から唐へ」」『史料からみる中国法史』法律文化社、2012年。ISBN 9784589034427。国立国会図書館書誌ID:023769856。